# 自贡灯会
自贡灯会，是四川省自贡市由春節至元宵節举办的的一项大型民俗文化活动，以灯火、焰火、装饰、光影为主要表现形式，内容以中国传统文化及四川当地习俗为主，也随会加入一些时尚、现代元素，展示丰富多采的民间生活。
自贡灯会始于唐代，兴于明清，近代以来，已在自贡当地举办了18届自贡灯会，举办地点都是在自贡彩灯公园。因自贡出土了大量古生物恐龙的化石，被誉为“中国恐龙之乡”，故近年来自贡灯会均名为“自贡国际恐龙灯会”。
自贡灯会在国内属于传统保存最完整最成规模的观灯民俗活动之一，享誉东南亚，一年一届的灯会在農曆正月開始，吸引了世界各地的游客前来观看，并且经常出展到世界各个国家，比如：日本，韩国，加拿大，新加坡，马来西亚都多次邀请自贡的彩灯艺人制作彩灯灯组，并获得了当地人民的一致认可。如今的自贡灯会年产值大约15亿人民币，带动7万人口就业，自贡灯会已经形成了自贡特有的文化产业。灯会展览曾在北京朝阳公园等场所举办，灯会主办方也长年在东南亚地区的新年展出。

## 歷史
自贡自唐以降便有新年燃灯的习俗，延至清代即有“狮灯场市”、“灯竿节”；到二十世纪初，又渐形成节日的提灯会，更有放天灯、舞龙灯、戏狮灯、闹花灯等活动。自贡灯会据史籍记载，唐宋时自贡地区已逐步形成新年燃灯、元宵节前后张灯节彩的习俗。唐宋时期的自贡，新年和元宵放灯、燃灯之时，民间杂技、杂耍等表演活动亦尽现其间，深得观灯民众的喜爱。南宋淳熙二年（1175年），著名爱国诗人陆游曾在其写下的《沁园春》一词中写到：“一别秦楼，转眼新春，又近放灯”，可见当时自贡地区新春张灯、放灯已为约定俗成的民俗活动。当然，这与生来形成的灯会尚有差异。所以，唐宋时期应为自贡灯会的萌芽时期或初始阶段。
隋文帝之子杨秀曾为“蜀王”，此后灯会盛事便代代相传。而“立灯杆”最盛之地却在盆地的西南部（今自贡一带）。因此，自贡市内因“立灯杆”而得名“灯杆坝”的遗址多达几十处。至今，其市中区的一条闹市街仍沿用“灯杆坝”旧名。《荣县志》记载：“正月人日后，各祠皆燃火树，各门首皆点红灯，谓之天灯，富人寿年丰之意。兼仿古人礼鸣金执铤，以驱瘟疫，谓之狮灯场市。”“新年火甚盛……而楼台为甲观，乡人通命曰亭。一城数亭、一亭各式、其高数重，构栋雕楼，临春组合，彩笺书画，嵌灯如星，一亭燃四五百灯，辉丽万有。西人来观，亦欣然京沪所不见也。”以上证明清道光以后的灯会已崭露头角，其场景已甚为壮见，灯彩已甚为绚丽，较之京城大邑亦毫不逊色。
清末民初的自贡，彩灯文化成为盐文化的组成部分。盐商巨贾办红白喜事举行的大型灯文化活动，不断地推动了这个民间习俗。自贡盐商富可敌国，为了显富，竞相置办彩灯，在节庆时期举办灯会。如每年农历正月的“放水节”、农历二月初二和八月初二分别举办一次的“土地会”、农历二月二十日的“城隍会”、农历四月二十八日的“药王会”、农历五月二十三日的“单刀会”、农历六月初六的“王爷会”、农历十月初一前夕的“牛王会”等。最著名的是农历十月初一“牛王会”，相传这一天是“牛王”的生日，各行各业的人都要通过祭拜“牛王”的方式，对“牛王”给他们带来的好运、财富表示感激。这是自贡民间最古老、最有代表性的地方会节，因为在过去的自贡盐场，盐业生产的主要动力就是牛，它在采卤、运输等作业中起着无法替代的作用。“放水节”是一种由纯粹的生产活动演化而成的地方会节。旧时，大量堆积如山的食盐需经过王爷庙水域外运，每年春冬两季的枯水期，数以百计的盐船在王爷庙坎下待水而发，这样便需扎埝蓄水，待启埝放水时，盐船即随流放行。
清光绪三十四年(1908年)十月十四，光绪皇帝驾崩，溥仪继位。清宣统元年（1909年），自贡的自流井举办了一次盛大的祭祀型灯会，当时称“皇会”。灵堂设在陕西庙，为灯会起点，分三条漫长路线扯起了“瞒天过海”。那次的“瞒天过海”是沿三条巷道立木架，木架用白布严密遮盖，白布上贴有“皇恩大德”“国恩家庆”“普天同庆”的字样及飞禽走兽、人物、战场等图形。布棚下边及沿线铺门前悬吊各式彩灯，灯有四方灯、六方灯、宫灯、兔子灯、龙蛇灯、螃蟹灯、白菜灯、棉花灯等等。这也就是灯会中保留节目——传统灯组“瞒天过海”的历史由来。 
民国五年（1916年）10月30日，辛亥革命巨子黄兴死于上海，大将军蔡锷同年11月8日病故于日本东京。当时大总统黎元洪令以元首礼仪进行国葬，并通电全国公祭。自流井为此举办了盛大的追悼会。灵堂仍设在陕西庙，各团体绅商及民众拟送挽联及祭典礼品，孙中山先生祭蔡挽联“平生慷慨班都护，万里闯关马伏波”贴在灵堂上，自流井区的街道又扯了“瞒天过海”。有些富庶人家到热闹地段两边或过往住房处自搭楼台观赏。 
1964年，自贡市人民政府组织举办了新中国成立以来的首届灯会。从此，灯会规模便由小变大，工艺由粗至精，灯具由个体发展为群体，由不动发展为联动，布局由平面发展为立体。

## 赴外參展
自贡灯会先后应邀在北京、上海、南京、哈尔滨、乌鲁木齐、呼和浩特、广州、南宁、贵阳、昆明、西安、郑州等60多个大中城市及加拿大、泰国、新加坡、马来西亚、韩国、日本、美国及台湾台中市、香港、澳门等国家和地区，成功举办了数百次馆藏精品展和大型灯会活动，所到之处，无不获得盛誉。
1988年6月北京展出期间，中国最高领导人邓小平、国家主席杨尚昆、宋平、邓颖超等115名党和国家领导人观了灯，得到了他们的首肯。新加坡总统黄金辉亲临在该国展出的“中国自贡灯会”开幕式，并进行参观。新加坡总理李光耀在欣赏彩灯后，题词：“美不胜收，名不虚传”。
2006年至2008年连续三年在加拿大安大略游乐园举办的“中国彩灯节”，吸引北美及加勒比地区44万游人观灯。2011年至2012年感恩节前后，自贡灯会在位于美国加州硅谷的大美国游乐场举办，是自贡灯贸管理委员会首次在美国举办大型户外灯会。

### 自贡灯会展出国家和地区
- 中国内地（200多个城市）
- 香港特别行政区
- 澳門特别行政区
- 中華民國台湾
- 新加坡
- 大韓民國
- 日本
- 泰國
- 马来西亚
- 菲律賓
- 越南
- 緬甸
- 德国
- 西班牙
- 新西兰
- 加拿大
- 美国

## 稱謂
在中華人民共和國，以花燈為個人職業，在各省的稱呼都不同。在自貢以花燈為個人職業的人被一般大眾尊稱為燈眼，而年資久的被尊稱為老燈眼。